# フォース17
フォース17（英語: Force 17）は、パレスチナ自治政府の親衛隊（警護部隊）。

## 概要
パレスチナ自治政府の指導者の警護及び重要施設の警備を任務とする。その外、フォース17は、国家保安軍と共に警戒作戦に従事し、野党の鎮圧に関する特殊作戦も遂行した。

## 歴史
フォース17は、アル＝アムン・アル＝リアサ（指導部の安全）とも呼ばれ、1970年代初め、PLO主流派ファタハ指導者の警護のために、ミュンヘンオリンピック事件（1972年）の計画者の一員であったアリー・ハサン・サラーマにより創設された。この部隊は2007年12月、大統領警護隊と国家治安部隊に統合された。

## 組織
フォース17の総数は3,300人であり、その内、2,000人は3個大隊に分かれて、ガザ地区に駐屯している。ガザには、フォース17の本部庁舎があり、フェイサル・アブ＝シャラフが指揮している。イウデヤ及びサマリヤでは、フォース17の部隊はマフムド・ダムラが指揮した。フォース17は、軽火器（自動小銃及び機関銃）の外、ソ連製装甲車BRDM-2×15両が装備されていた。 
この部隊の軍人は、茶・緑色の迷彩服又は灰色の制服を着用し、袖には「17」の袖章（数字は、パレスチナの地図の形で描かれている）が付いている。偵察グループに属する者は、赤ベレーを着用する。白色のスポーツシャツと制服のズボン及び短靴の組み合わせがしばしばある。
フォース17には、数十人から成るヤーセル・アラファートの個人警護（指揮官：ユスフ・アブダッラ）が所属していた。アラファートの警護官は、黒色の制服と黒ベレーを着用し、左腕には赤い腕章を付けていた。外国製の拳銃と短機関銃を装備する。